# Götter der Pest
Götter der Pest (ungefär Pestens gudar) är en tysk film från 1970 i regi av Rainer Werner Fassbinder.

## Handling
Denna film är en gangsterhistoria som påminner mycket om Fassbinders långfilmsdebut Liebe ist kälter als der Tod. Harry Bär (Franz Walch) spelar samma karaktär som Fassbinder själv spelade i den filmen. I filmens början släpps Franz ut från fängelset. Han träffar sin gamla flickvän, spelad av Hanna Shygulla, och sin bror. Senare träffar han på en gammal gangsterpolare och de slår sig ihop. Även här handlar det mycket om svek och frustration.

## Rollista
| Hanna Schygulla       | – Johanna Reiher   |
| Margarethe von Trotta | – Margarethe       |
| Harry Baer            | – Franz Walsch     |
| Günther Kaufmann      | – Günther          |
| Carla Egerer          | – Carla Aulaulu    |
| Ingrid Caven          | – Magdalena Fuller |
| Jan George            | – Polizist         |
| Lilo Pempeit          | – Mutter           |
| Marian Seidowsky      | – Marian Walsch    |
| Micha Cochina         | – Joe              |
| Yaak Karsunke         | – Kommissar        |
| Hannes Gromball       | – Supermarkt-Chef  |